# فرودگاه ولیامز هاربر
فرودگاه ولیامز هاربر (به انگلیسی: Williams Harbour Airport) یک فرودگاه همگانی با کد یاتا YWM است که یک باند فرود شن دارد و طول باند آن ۶۹۳ متر است. این فرودگاه در کشور کانادا قرار دارد و در ارتفاع ۲۲ متری از سطح دریا واقع شده است.

## شرکت‌های هواپیمایی و مقصدهای پروازی
| شرکت‌های هواپیمایی | مقصدهای پروازی                                                                                         |
| ----------------- | --- |
| ایر لابرادور      | بلک تیکل، کارترایت، شارلوت‌تاوون، فاکس هاربور، سی‌اف‌بی گوس بی، ماریس هاربر، پورت هوپ سیمپسون، سنت آنتونی |